# Valerianna
Valerianna är ett släkte av tvåvingar. Valerianna ingår i familjen fjärilsmyggor.
Kladogram enligt Catalogue of Life:
| Valerianna | \| \| Valerianna bullata \| \| \| \| \| \| Valerianna manuensis \| \| \| \| |
|            | \| \| Valerianna bullata \| \| \| \| \| \| Valerianna manuensis \| \| \| \| |
|            | Valerianna bullata                                                          |
|            |                                                                             |
|            | Valerianna manuensis                                                        |
|            |                                                                             |